# ひきしお
『ひきしお』（仏: Liza , 伊: La cagna）は、1972年のイタリア・フランスの恋愛映画。監督はマルコ・フェレーリ、出演はカトリーヌ・ドヌーヴとマルチェロ・マストロヤンニなど。原作はエンニオ・フライアーノの小説『ひきしお（原題：Melampus）』。地中海の孤島で文明から逃避して生活する男女の愛情を描いている。

## ストーリー
大型ヨットのクルーズに参加していたリザは、仲間とケンカし、沖の小島に飛び降りて姿を消す。リザが出て来ないので、仲間たちは彼女の荷物を降ろし、ヨットは本土の港へ戻る。
小島には世界大戦中に建造されたドーム型の防空壕があり、作家のジョルジョが犬のメランポを話し相手に、たった一人で暮らしていた。絵も描くジョルジョの防空壕でベッドを共にしたリザは、翌日ボートで港に送られたが、ヨットにも自宅にも帰らず、ジョルジョの島に居着く。
ジョルジョは、リザに無関心で、犬のメランポとばかり話す。メランポを誘って沖まで泳いだリザは、メランポを溺死させてしまう。話し相手を失ったと悲しむジョルジョのために、リザはメランポの首輪を着けて犬になる。
ジョルジョの息子が島を訪れ、母親が自殺未遂で入院したと告げる。ジョルジョはイタリアに屋敷を持ち、娘もいる名のある作家だったのだ。リザを島に残して帰国したジョルジョは、屋敷で分かり合うことのできない冷たい妻との生活を再開する。だが、リザが屋敷に押しかけたことで、奇妙な同居生活が始まる。犬にもなると言って引き止める妻を振り切ったジョルジョはリザと島に戻る。
島に外人部隊の兵士たちが上陸し、脱走兵を捕らえる。脱走兵が殺されないよう止めようとするリザは、無駄だと言うジョルジョに逆らう。リザを犬扱いして連れ帰るジョルジョに、外人部隊の隊長はせめて女と呼べと抗議する。
セスナで島に飛来したドイツ人の男が、島に2本しかないオリーブの木を自分が植えたと主張し、実を持ち帰る。更にボートが波に流され、本土に渡る手段がなくなる。食料が尽き、ジョルジョはリザに島を去れと言い渡すが、その一方で彼はリザを失うことを恐れていた。
島に残っていたドイツ軍の戦闘機を修理したジョルジョは、機体をピンク色に塗装して、リザとともに乗り込む。目的地も定めず、機体がフラフラと前進して、飛び立ったかも不明なまま物語は終了する。

## キャスト
| 役名                 | 俳優                       | 日本語吹替                                |
| 役名                 | 俳優                       | 日本テレビ版                              |
| -------------------- | -------------------------- | ----------------------------------------- |
| リザ                 | カトリーヌ・ドヌーヴ       | 田島令子                                  |
| ジョルジオ           | マルチェロ・マストロヤンニ | 北村総一朗                                |
| ジョルジオの友人     | ミシェル・ピコリ           | 糸博                                      |
| ジョルジオの妻       | コリンヌ・マルシャン       | 藤夏子                                    |
| ジョルジオの娘       | ヴァレリー・ストロー       | 藩恵子                                    |
| ジョルジオの息子     | パスカル・ラペルーサ       | 岡本真                                    |
| リザの友人           | クロディーヌ・バーグ       |                                           |
| 不明 その他          |                            | 上田敏也 石森達幸                         |
| 日本語吹替版スタッフ |                            |                                           |
| 演出                 | 演出                       | 田島荘三                                  |
| 翻訳                 | 翻訳                       | 入江敦子                                  |
| 効果                 |                            |                                           |
| 調整                 |                            |                                           |
| 制作                 | 制作                       | コスモプロモーション                      |
| 解説                 |                            |                                           |
| 初回放送             | 初回放送                   | 1979年7月7日 『土曜映画劇場』 14:30-16:00 |

※日本語吹替はBDに収録